# Alex Soler-Roig
Alex Soler-Roig (Barcelona, Cataluña, España; 29 de octubre de 1931) es un expiloto de automovilismo español. Participó en 10 Grandes Premios de Fórmula 1 desde 1970 a 1972, con Lotus, March y BRM.

## Carrera
Hijo del Dr. Soler-Roig, Alex comenzó su carrera deportiva con las motos antes de iniciarse en el mundo de los rallies y turismos con Fiat y Porsche. Sus primeras victorias comienzan en 1958 con el trofeo Nuvolari y el Rally Cataluña. Esto le permite la obtención de patrocinadores y correr en el Rally de Montecarlo. En 1968 participa en las 24 Horas de Le Mans Porsche 907/6 Langheck de su propia escudería y un año después en las 24 Horas de Daytona, donde llegó a liderar su clase hasta que su copiloto Rudy Lins tuvo un accidente. En el mismo año termina 4.ª en las 12 Horas de Sebring con un Porsche 907. Ese mismo año entra en el campeonato de F2 pilotando un Lola, y en 1969 obtuvo el séptimo puesto en Gran Premio de Barcelona con un Lotus F2 de Roy Winckelman dirigido por Bernie Ecclestone. Logra triunfos en varias pruebas junto a Jochen Rindt en las 6 Horas del Jarama y segundos en los 1000 km de la Ciudad de Buenos Aires. El 1970 supone la llegada de Alex Soler-Roig a la Fórmula 1 con un Lotus 49 en el Gran Premio de España. La expectación que se generó fue enorme puesto que hacía más de diez años que un piloto español no llegaba a la máxima competición. Aunque logró clasificarse a solo una décima de Mario Andretti, la dirección de carrera optó por dejar tomar la salida solo a 16 participantes, retirando su coche de la parrilla de salida junto al de los pilotos Jo Siffert y Andrea De Adamich . Participa posteriormente en el Gran Premio de Francia y en el Gran Premio de Bélgica, conduciendo el Lotus 72 que estaba destinado para Jochen Rindt, pero debido a que solo pudo dar tres vueltas para clasificar, no le permitieron tomar la salida.
La temporada del 1971 la inicia en el equipo March teniendo por compañero a Ronnie Peterson y compaginando la Fórmula 1 con el campeonato de España y Alemania de turismos con un Ford Capri. Aunque logra el campeonato en España y termina cuarto en Alemania, no logra terminar las carreras disputadas en la Fórmula 1. Soler-Roig entra en el equipo Marlboro BRM F1 para la temporada 1972. Durante las temporadas 1971-72 participa en el Campeonato Europeo de Turismos con Ford obteniendo grandes resultados y consiguiendo victorias en las 24 Horas de Spa, las 24 Horas de Paul Ricard, las 4 Horas de Zandvoort, las 4 Horas del Jarama y las 3 Horas de Montjuich. Su retirada del mundo de la competición se produce a finales de 1972, antes de su 41 cumpleaños, para dedicarse a sus negocios personales.

## Resultados

### Fórmula 1
| Año  | Escudería             | 1       | 2       | 3       | 4       | 5       | 6       | 7   | 8   | 9   | 10  | 11  | 12  | 13  | Pos. | Puntos |
| ---- | --------------------- | ------- | ------- | ------- | ------- | ------- | ------- | --- | --- | --- | --- | --- | --- | --- | ---- | ------ |
| 1970 | Garvey Team Lotus     | RSA     | ESP DNQ | MON     |         |         |         |     |     |     |     |     |     |     | NC   | 0      |
| 1970 | World Wide Racing     |         |         |         | BEL DNS | NED     | FRA DNQ | GBR | GER | AUT | ITA | CAN | USA | MEX | NC   | 0      |
| 1971 | STP March Racing Team | RSA Ret | ESP Ret | MON DNQ | NED Ret | FRA Ret | GBR     | GER | AUT | ITA | CAN | USA |     |     | NC   | 0      |
| 1972 | España Marlboro BRM   | ARG Ret | RSA     | ESP Ret | MON     | BEL     | FRA     | GBR | GER | AUT | ITA | CAN | USA |     | NC   | 0      |

### Resultados Formula 1 no puntuables
| Año  | Escuderia             | Chasis      | Motor       | 1   | 2       | 3   | 4   | 5   | 6       | 7   | 8   |
| ---- | --------------------- | ----------- | ----------- | --- | ------- | --- | --- | --- | ------- | --- | --- |
| 1967 | Team Lotus            | Lotus 48 F2 | Cosworth L4 | ROC | SPR     | INT | SYR | OUL | ESP DNS |     |     |
| 1971 | STP March Racing Team | March 711   | Cosworth V8 | ARG | ROC     | QUE | SPR | INT | RIN 8   | OUL | VIC |
| 1972 | España Marlboro BRM   | BRM P153    | BRM V12     | ROC | BRA Ret | INT | OUL | REP | VIC     |     |     |

### Resultados 24 Horas de Le Mans
| Año  | Equipo         | Copiloto       | Coche             | Clase  | Vueltas | Pos. | Pos. Clase |
| ---- | -------------- | -------------- | ----------------- | ------ | ------- | ---- | ---------- |
| 1968 | Porsche System | Rudi Lins      | Porsche 907 LH    | P 3.0  | 145     | RET  | RET        |
| 1972 | Ford Colonia   | Dieter Glemser | Ford Capri 2600RS | TS 3.0 | 289     | 11   | 2          |

## Victorias
- Vencedor Trofeo Nuvolari Montjuich 1958 y 1959
- Vencedor Rallye Cataluña 1959
- Vencedor Trofeo Juan Jover Montjuich 1963
- Vencedor GP Madrid Jarama 1967
- Vencedor Campeonato de España GT 1967 y 1969
- Vencedor Copa Alfil Jarama 1970
- Vencedor Trofeo Primavera Jarama 1970
- Vencedor GP Alcañiz 1970
- Vencedor 6 Horas del Jarama 1969 y 1970
- Vencedor 24 Horas Spa-Francorchamps 1971
- Vencedor 12 Horas de Paul Ricard 1971
- Vencedor Campeonato de España Turismos 1971 y 1972
- Vencedor Levi's Challenge Cup 4 Horas de Zandvoort 1972
- Vencedor 4 Horas del Jarama 1972
- Vencedor 3 Horas de Barcelona Montjuich 1972